# Ufer (Leichlingen)
Ufer ist ein aus einer Hofschaft hervorgegangener Wohnplatz in der Stadt Leichlingen (Rheinland) im Rheinisch-Bergischen Kreis.

## Lage und Beschreibung
Ufer liegt östlich des Leichlinger Zentrums oberhalb des Weltersbach an der Kreisstraße K6. Der Ort bildet heute mit den  Hofschaften Holzerhof an der Kreisstraße und dem westlich gelegenen Unterbüscherhof einen gemeinsamen Ortsbereich. Am Weltersbach selbst liegt in unmittelbarer Nähe Schüddig, das ein Mühlenstandort war.
Weitere Nachbarorte sind Sieferhof, Krähwinkel, Neukrähwinkel, Wilhelmstal, Metzholz, Schneppenpohl, Krabbenhäuschen, Weltersbach, Heeg, Hinterberg, Paulinenhof, Claasholz und Oberbüscherhof.

## Geschichte
Die Topographische Aufnahme der Rheinlande von 1824 und die Preußische Uraufnahme von 1844 verzeichnen beide den Ort unbeschriftet. Ufer lag auf Leichlinger Gebiet unmittelbar an der Grenze zu dem Kirchspiel Witzhelden, das ab 1845 bis 1974 eine eigene Bürgermeisterei und Gemeinde bildete.
1815/16 lebten 19 Einwohner im Ort. 1832 gehörte Ufer der Bürgermeisterei Leichlingen an. Der laut der Statistik und Topographie des Regierungsbezirks Düsseldorf als Hofstadt kategorisierte Ort besaß zu dieser Zeit zwei Wohnhäuser und drei landwirtschaftliche Gebäude. Zu dieser Zeit lebten zwölf Einwohner im Ort, allesamt evangelischen Glaubens.
Im Gemeindelexikon für die Provinz Rheinland werden 1885 zwei Wohnhäuser mit elf Einwohnern angegeben. 1895 besitzt der Ort zwei Wohnhäuser mit sieben Einwohnern, 1905 zwei Wohnhäuser und neun Einwohner.